# Europska prvenstva u lacrosseu za žene
Europsko prvenstvo u lacrosseu za žene.

## Rezultati
| Godina | Domaćin              | Zlato    | Srebro   | Bronca   |
| ------ | -------------------- | -------- | -------- | -------- |
| 2012.  | (domaćin)            | (prvi)   | (drugi)  | (treći)  |
| 2008.  | Lahti, Finska        | Wales    | Engleska | Škotska  |
| 2004.  | Prag, Češka          | Wales    | Škotska  | Engleska |
| 2000.  | Glasgow, Škotska     | Engleska | Wales    | Škotska  |
| 1999.  | Manchester, Engleska | Wales    | Engleska | Češka    |
| 1998.  | Prag, Češka          | Škotska  | Engleska | Wales    |
| 1997.  | Stockholm, Švedska   | Engleska | Wales    | Češka    |
| 1996.  | Neuss, Njemačka      | Engleska | Wales    | Škotska  |

## Odličja po državama
Po stanju nakon EP 2008.
| Država   | Zlato | Srebro | Bronca | Ukupno |
| -------- | ----- | ------ | ------ | ------ |
| Wales    | 3     | 3      | 1      | 7      |
| Engleska | 3     | 3      | 1      | 7      |
| Škotska  | 1     | 1      | 3      | 5      |
| Češka    | 0     | 0      | 2      | 2      |